# Krystyna Turo
Krystyna Turo (ur. 1944) – polska literaturoznawczyni, dr hab. nauk humanistycznych, profesor nadzwyczajny Instytutu Filologii Polskiej Wydziału Filologicznego Uniwersytetu Gdańskiego.

## Życiorys
W latach 1973–2014 pracowała na Uniwersytecie Gdańskim. W 1974 obroniła pracę doktorską i uzyskała tytuł doktora nauk humanistycznych, 24 października 1994 habilitowała się na podstawie pracy zatytułowanej Działalność pisarska polskich marynarzy w dwudziestym wieku. Otrzymała nominację profesorską. Piastowała stanowisko profesora nadzwyczajnego w Instytucie Filologii Polskiej na Wydziale Filologicznym Uniwersytetu Gdańskiego.

## Ordery i odznaczenia
- Krzyż Kawalerski Orderu Odrodzenia Polski (2002)[4]
- Brązowy Medal Uniwersytetu Gdańskiego „Honestati Doctrinae Sapientiae” (2014)[5]